# Хочинський Олександр Юрійович
Олександр Юрійович Хочинський (29 лютого 1944, Ленінград, РРФСР, СРСР — 11 квітня 1998, Санкт-Петербург, Росія) — радянський і російський артист театру і кіно, бард. Заслужений артист РРФСР (1980)(рос.).

## Життєпис
Народився в сім'ї митців: батько — Хочинський Юрій Олександрович (1924—1948), радянський естрадний співак, мати — Красикова Людмила Іванівна, актриса ТЮГ імені Брянцева.
Первісну освіту здобув у 222-й середній школі — відомій в минулому як уславлена Петришуле. Відбув військову службу у місті Виборг.
Закінчив студію при Театрі юного глядача у Ленінграді і Театральний інститут.
Працював актором у ТЮГ імені Брянцева. Брав участь у більш ніж шістдесяти виставах театру. Театральні ролі актора були надзвичайно різноманітні і помітно значущими, ніж ролі у кіно — від вистав класичного репертуару (Вільям Шекспір, «Гамлет») до п'єс сучасних йому авторів і експериментальних постанов.
В останні роки — актор Театра Сатири на Василівському острові.
У кінематографі — з 1967 року, популярний кіноактор. Знявся у низці картин українських кіностудій.
Похований на Серафимівському кладовищі в Санкт-Петербурзі, поруч з дружиною, актрисою Антоніною Шурановою.

### Особисте життя
Був тричі одружений:

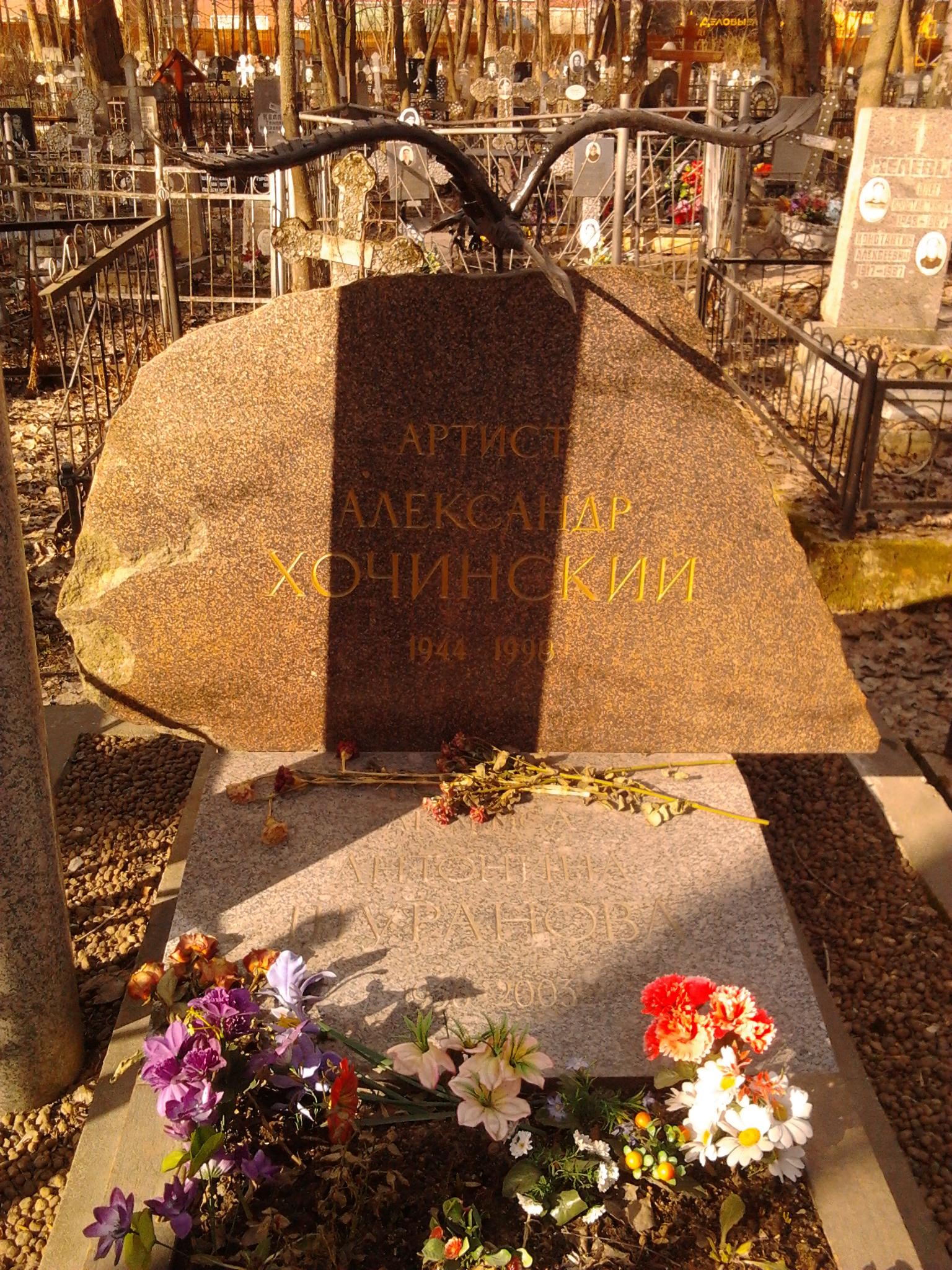
Надгробки ОЮ. Хочинського та А.М. Шуранової на Серафимівському цвинтарі Санкт-Петербурга.

- з Іриною Асмус (1941—1986), клоунесою, відомою за роллю Іриски в телевізійній передачі «АБВГДейка»;
- з Мариною Азізян (нар. 1938), художницею;
- з Антоніною Шурановою (1936—2003), актрисою.

## Творчість

### Вистави
Брав участь у виставах: «Весняні перевертиші», «Наш, тільки наш», «Наш Чуковський», «На два голоси», «Наш цирк», «Гамлет», «Киця, що гуляла сама по собі», «Без страху і догани», «Борис Годунов». «Філумена Мортурано», «Комедія помилок».

### Автор і виконавець пісень
Мав вокальні дані (незважаючи на слабкий голос), виконував пісні в театральних виставах і в кіно; найзнаменитішою у його виконанні стала пісня Льовки Демченко «Журавель по небу летить…» з кінофільму «Бумбараш» (композитор Володимир Дашкевич, поет Юлій Кім; 1971). Виконав пісні на вірші Дениса Давидова у фільмі «Ескадрон гусар летючих» (1980).

## Фільмографія
- «У вогні броду немає» (1967, червоноармієць Мартенко)
- «Ленінградський театр юного глядача» (1967, документальний; Анатоль — «Ковток свободи»)
- «Літній дощ» (1968, к/м; музикант)
- «Вам!» (1969, фільм-спектакль; пролетар, солдат)
- «За тих, хто в морі» (1970, фільм-спектакль; Рекало)
- «Терміново потрібне сиве волосся» (1970, фільм-спектакль; композитор (співає пісню «Адріатика» Новелли Матвєєвої)
- «Колір білого снігу» (1970, монтер турнікетів)
- «Дві чаші ваг» (1971, фільм-спектакль)
- «Бумбараш» (1971, Льовка Демченко; Кіностудія ім. О. Довженка)
- «Жанна плаче, Жан сміється» (1972, фільм-спектакль; Совіньйон)
- «Великі голодранці» (1973, Симонов)
- «Заячий заповідник» (1973, Жора; Кіностудія ім. О. Довженка)
- «Розповіді про Кешку і його друзів» (1974, Сергій; Одеська кіностудія)
- «Балада про хлопця» (1974, фільм-спектакль)
- «Народжена революцією» (1974—1977, Родькін; Кіностудія ім. О. Довженка)
- «Повітроплавець» (1975, механік-француз)
- «Незвичайна неділя» (1975, фільм-спектакль; виконання пісень)
- «Час-не-чекає» (1975, виконання пісні за кадром)
- «Ар-хі-ме-ди!» (1975, Леонід Кошелєв, художній керівник філармонії; Одеська кіностудія)
- «Якщо я полюблю...» (1976, Сергій, геофізик)
- «Туфлі із золотими пряжками» (1976, шахрай; Одеська кіностудія)
- «Строгови» (1976, Соколовський, революціонер)
- «А ми йдемо закохані...» (1976, фільм-спектакль)
- «Свідоцтво про бідність» (1977, Станіслав Павлович Соколов, старший лейтенант міліції, співробітник БРРМ; Одеська кіностудія)
- «Дерева вмирають стоячи» (1977, фільм-спектакль; фокусник / співак)
- «Жінка, яка співає» (1978, Валентин, чоловік Анни)
- «Три непогожих дні» (1978, співак у барі теплохода)
- «Пастка» (1978, фільм-спектакль)
- «Сьогодні або ніколи» (1978, Євген Трофімов, вчений)
- «За даними карного розшуку...» (1979, Михайло Миколайович Костров («Червонец»)
- «Місто прийняв» (1979, епізод (немає в титрах)
- «Ескадрон гусар летючих» (1980, (за кадром) виконання пісень на вірші  Дениса Давидова)
- «Всім чортам на зло» (1981, мультфільм)
- «Факти минулого дня» (1981, озвучування, пісня «Я і гітара» (В. Баснер — М. Матусовський)
- «Синя ворона» (1981, фільм-спектакль; Ги / Моруак / поручик / терапевт)
- «Дорога до себе» (1984, Вова)
- «І ось прийшов Бумбо...» (1984, артист цирку (немає в титрах)
- «Сумувати не треба» (1985)
- «Діліжанс» (1986, фільм-спектакль)
- «Коли мені буде 54 роки» (1989, Юрій Ярцев)
- «Коли святі марширують» (1990, Ілля Захарович Мендель, джазовий музикант «Баня», учитель музики)
- «Кроки імператора» (1991, оповідач)
- «Побиття немовлят» (1991, фільм-спектакль)
- «Пустеля» (1991, Одеська кіностудія)
- «Генерал» (1992, Борис Пастернак)
- «Дивні чоловіки Семенової Катерини» (1992, Геннадій)
- «Граємо Брехта, або Кар'єра Артуро Уї» (1992, фільм-спектакль)
- «Гей, люди!..» (1992, фільм-спектакль)
- «Про те, як пан Мокінпотт своїх злощасть позбувся» (1993, фільм-спектакль)
- «Юнак з морських глибин» (1994, піаніст)
- «Романс про Санта Круса» (1993, фільм-спектакль; Педро)
- «Життя та пригоди чотирьох друзів. Історія 2» (1994, військовий моряк, господар вівчарки Вархата; виконує пісню Ю. Візбора рос. «До свиданья, дорогие»)